# Одуванчик плосколисточковый
Одува́нчик плосколисто́чковый (лат. Taraxacum platypecidum) — вид двудольных растений рода Одуванчик (Taraxacum) семейства Астровые (Asteraceae). Впервые описан немецким ботаником Людвигом Дильсом в 1922 году.

## Распространение и среда обитания
Известен из Китая, Японии, Северной Кореи, Южной Кореи и России (Приморский край, Сахалинская область). В китайских источниках, однако, указывается, что информация о популяциях за пределами Китая может быть некорректной.
Произрастает на луговых склонах в субальпийском склоне.

## Ботаническое описание
Многолетнее травянистое растение высотой 12—40 см.
Листья черешковые, почти обратноланцетовидные, тёмно-зелёного цвета.
Соцветие-корзинка с цветками жёлтого цвета.
Плод — семянка цветом от серо-коричневой до светло-коричневой, покрыта мелкими шипиками; придаток — желтовато-белый паппус.
Цветёт летом.